# إيغور ريكلي
إيغور ريكلي كريستوفورو هو ممثل برازيلي ولد في يوم 14 ديسمبر 1983 في مدينة بونتا غروسا في بارانا جنوب البرازيل. بدأ التمثيل في سنة 2010 شارك في مسلسل لعازر والغني.

## روابط خارجية
- إيغور ريكلي على موقع IMDb (الإنجليزية)
- إيغور ريكلي على موقع ألو سيني (الفرنسية)
- إيغور ريكلي على موقع كينوبويسك (الروسية)